# Tòa án nhân dân cấp cao tại Thành phố Hồ Chí Minh
Tòa án nhân dân cấp cao tại Thành phố Hồ Chí Minh là một trong các tòa án nhân dân cấp cao tại Việt Nam. Tòa án này có thẩm quyền theo lãnh thổ đối với 23 tỉnh, thành phố trực thuộc trung ương phía Nam của Việt Nam từ Ninh Thuận trở vào gồm Thành phố Hồ Chí Minh, Cần Thơ, Bình Thuận, Ninh Thuận, Đồng Nai, Bà Rịa – Vũng Tàu, Bình Dương, Bình Phước, Long An, Tây Ninh, Đắk Nông, Lâm Đồng, Hậu Giang, Đồng Tháp, Tiền Giang, Bến Tre, Trà Vinh, Vĩnh Long, Sóc Trăng, Bạc Liêu, Cà Mau, An Giang và Kiên Giang.

## Lịch sử
Tòa án nhân dân cấp cao tại Thành phố Hồ Chí Minh thành lập trên cơ sở Tòa phúc thẩm Tòa án nhân dân tối cao tại Thành phố Hồ Chí Minh. Tòa án nhân dân cấp cao chính thức hoạt động từ ngày 1 tháng 6 năm 2015.
Từ ngày 1 tháng 12 năm 2018 đến ngày 30 tháng 11 năm 2019, Tòa nhân dân cấp cao tại Thành phố Hồ Chí Minh đã thụ lý hơn 3.700 vụ án và đã giải quyết hơn 2.600 vụ.
Chiều ngày 13 tháng 9 năm 2019, lễ ký kết quy chế phối hợp công tác giữa Viện kiểm sát nhân dân cấp cao tại Thành phố Hồ Chí Minh và Tòa nhân dân cấp cao tại Thành phố Hồ Chí Minh đã diễn ra tại trụ sở Tòa nhân dân cấp cao tại Thành phố Hồ Chí Minh.

## Trụ sở
Trụ sở hiện nay của Tòa án nhân dân cấp cao tại Thành phố Hồ Chí Minh ở địa điểm số 124 đường Nam Kỳ Khởi Nghĩa, Thành phố Hồ Chí Minh.
Địa điểm xét xử của Tòa án nhân dân cấp cao tại Thành phố Hồ Chí Minh là số 131, đường Nam Kỳ Khởi Nghĩa, Bến Nghé, quận 1, Thành phố Hồ Chí Minh (thuộc Tòa án nhân dân TPHCM).
Ngày 25 tháng 4 năm 2018, trụ sở mới của Tòa án nhân dân cấp cao tại Thành phố Hồ Chí Minh được khánh thành. Địa chỉ trụ sở mới tại số 8 đường số 57, phường Cát Lái, (quận 2 cũ ) nay là TP Thủ Đức, Thành phố Hồ Chí Minh. Công trình có 6 tầng nổi và một tầng hầm.

## Nhân sự hiện nay

### Chánh án và Phó Chánh án
- Chánh án: Trần Văn Châu[6]
- Các Phó Chánh án (4 người):
  - Quảng Đức Tuyên
  - Võ Văn Cường
  - Phạm Hồng Phong (từ 3/2/2018)[7]
  - Nguyễn Hữu Trí (từ 9/11/2018)

### Các tòa chuyên trách
Các tòa chuyên trách:

#### Tòa Hình sự
- Chánh tòa: Lê Thành Văn (từ ngày 1 tháng 2 năm 2020)[2]
- Phó Chánh tòa:

#### Tòa Dân sự
- Chánh tòa: Đặng Văn Thành (từ 19/9/2017), sinh năm 1961, Thẩm phán cao cấp[9]
- Phó Chánh tòa: Phan Thanh Tùng

#### Tòa Kinh tế
- Chánh tòa: Phạm Trung Tuấn
- Phó Chánh tòa: Huỳnh Thanh Duyên

#### Tòa Hành chính
- Chánh tòa: Hoàng Thanh Dũng (từ ngày 1 tháng 2 năm 2020)[2]
- Phó Chánh tòa: Mai Thị Tú Oanh

#### Tòa Lao động
- Chánh tòa: Huỳnh Công Lý
- Phó Chánh tòa:

#### Tòa Gia đình và người chưa thành niên
- Chánh tòa: Tô Chánh Trung (từ 19/9/2017), sinh năm 1963, Thẩm phán cao cấp[9]
- Phó Chánh tòa: Nguyễn Hữu Ba

### Ủy ban Thẩm phán
Ủy ban Thẩm phán gồm 12 thành viên như sau:
1. Trương Thái Hiền

## Lãnh đạo qua các thời kì

### Phó Chánh án
1. Lý Khánh Hồng, Phó Chánh án (2015-2018)
2. Trương Thái Hiền (Phó Chánh án từ 1/12/2015)[11]

### Các tòa chuyên trách

#### Tòa Hình sự
- Chánh tòa: 
  1. Huỳnh Sáng
- Phó Chánh tòa
  1. Lê Thành Văn

#### Tòa Dân sự
- Chánh tòa: 
  1. Trương Vĩnh Thủy, Chánh tòa Tòa dân sự (đã nghỉ hưu[12])
- Phó Chánh tòa:

#### Tòa Kinh tế
- Chánh tòa:
- Phó Chánh tòa:

#### Tòa Hành chính
- Chánh tòa: 
  1. Trương Văn Bình
- Phó Chánh tòa:

#### Tòa Lao động
- Chánh tòa: 
  1. Chánh tòa Huỳnh Công Lý
- Phó Chánh tòa: 
  1. Lê Thị Ngọc Lâm (đã nghỉ hưu[12])

#### Tòa Gia đình và người chưa thành niên
- Chánh tòa:
  1. Đinh Thị Huyền Khanh, Chánh tòa Tòa Gia đình và người chưa thành niên (đã nghỉ hưu[12])
- Phó Chánh tòa: 
  1. Nguyễn Hữu Ba